# Fallfrukt

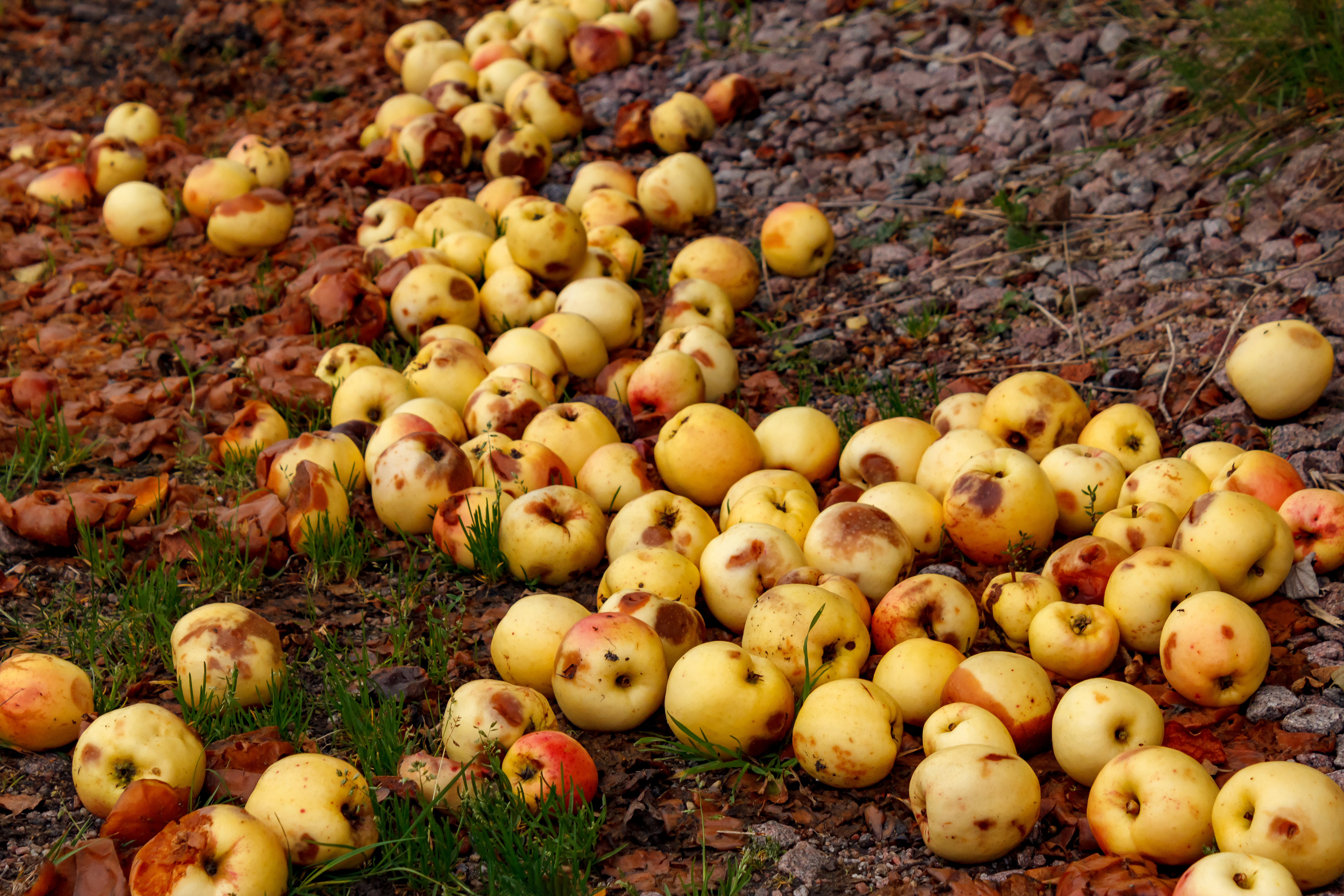
Fallfrukt (äpplen)

Fallfrukt är frukter som själva fallit från fruktträd, snarare än plockats från träden. Om fallfrukt samlas in tidigt efter fallet är den oftast ätbar, speciellt äpple och päron. Ligger fallfrukten kvar på marken ruttnar den snabbt.